# Euclystis invidiosa
Euclystis invidiosa là một loài bướm đêm trong họ Erebidae.